# Željko Glasnović
Željko Glasnović, hrvaški politik in vojaški častnik, * 24. februar 1954, Zagreb, SFRJ. 
V politiki je skrajno desni politik. Bil je tudi član kluba hrvaškega parlamenta Neodvisni za Hrvaško.